# Hutton John
Hutton John är en ort i civil parish Hutton i grevskapet Cumbria i England. Orten är belägen 8 km från Penrith. Hutton John var en civil parish 1866–1934 när det uppgick i Hutton. Parish hade 22 invånare år 1931.